# Santoka (gmina Ławaryszki)
Santoka (lit. Santaka) – wieś na Litwie, w rejonie wileńskim, 11 km na południe od Ławaryszek, u ujścia Brażołki (Bražylė) do Wilenki. W 2011 roku liczyła 8 mieszkańców.

## Historia
W dwudziestoleciu międzywojennym leżała w Polsce, w województwie wileńskim, w powiecie wileńsko-trockim, w gminie Mickuny.
Po II wojnie światowej w granicach Związku Sowieckiego. Od 1991 na niepodległej Litwie.